# جئودیدا
جئودیدا (نام علمی: Geodiidae) نام یک تیره از رده اسفنج‌های شاخی است. از سرده‌های این تیره می‌توان به جئودیا اشاره داشت.